# Шумірад
Шумірад (пол. Szumirad, нім. Sausenberg) — село в Польщі, у гміні Лясовиці-Великі Ключборського повіту Опольського воєводства.
Населення — 189 осіб (2011).

## Демографія
Демографічна структура станом на 31 березня 2011 року:
|          | Загалом | Допрацездатний вік | Працездатний вік | Постпрацездатний вік |
| -------- | ------- | ------------------ | ---------------- | -------------------- |
| Чоловіки | 92      | 13                 | 66               | 13                   |
| Жінки    | 97      | 10                 | 57               | 30                   |
| Разом    | 189     | 23                 | 123              | 43                   |